# Irving Ravetch
Irving Ravetch (Newark, 14 de novembro de 1920 — Los Angeles, 19 de setembro de 2010) foi um roteirista e produtor cinematográfico norte-americano.